# 예후드 메디나타
예후드 메디나타(아람어로 유다 속주) 또는 단순히 예후드(Yehud)는 페르시아의 속주였다 아케메네스 제국 주로 유대인 통치자에 의해 지배. 그 영토는 전대의 유다 왕국 보다 훨씬 더 작고 인구가 훨씬 더 적었다. 예후드 메디나타 지역은 유다 왕국이 멸망한 후 신바빌로니아 제국(기원전 597년)에 형성되었던 이전 바빌로니아 지방(기원전 587년), 실패한 유대 반란을 진압한 후 다시 기원전 586년에 형성된 예후드 지방에 해당한다. 에베르나리의 페르시아 사트라피의 일부인 예후드 메디나타는 알렉산더 대왕의 정복에 이어 헬레니즘 제국에 편입되기까지 2세기 동안 계속 존재했다.

## 역사
| 연도                | 사건                                                                                             |
| ------------------- | ------------------------------------------------------------------------------------------------ |
| 587 BCE             | 바빌로니아인에 의한 예루살렘 정복, 두 번째 추방(597년 첫 추방), 미즈바에 총독으로 게달리아 임명. |
| 582? BCE            | 게달리아 암살, 난민은 이집트로 피신, 세 번째 바빌론으로 추방                                     |
| 562 BCE             | 597년 유다 왕 예호야킨이 바빌로니아로 추방되어 감옥에 갇혔고, 바빌로니아에 남아 있다.            |
| 539 BCE             | 키루스 대왕(Cyrus II, 기원전 550–530년)이 바빌론을 정복.                                         |
| 538 BCE             | 유대인의 예루살렘 귀환을 허용하는 '키루스 선언'                                                  |
| 530 BCE             | 캄비세스 2세(기원전 530년–522년)가 키루스의 뒤를 잇다.                                           |
| 525 BCE             | 캄비세스가 이집트를 정복                                                                         |
| 522 BCE             | 다리우스 1세(기원전 522~486년)가 캄비세스의 뒤를 잇다.                                           |
| 521 BCE             | 다리우스와 추방된 유대인 사이의 바빌론에서의 협상                                                |
| 520 BCE             | 스룹바벨이 예루살렘으로 돌아와 예후드의 총독으로, 여호수아가 대제사장으로서 임명.                |
| 520–515 BCE         | 제2 예루살렘 성전 건설                                                                           |
| 458? BCE            | 에스라 예루살렘 도착 (아닥사스 1세 7년, 기원전 465~424년 왕)                                     |
| 445/444 BCE         | 느헤미야의 예루살렘 도착 (아닥사스 1세 재위 20년)                                                |
| 397? BCE (possible) | 에스라 예루살렘 도착 (아닥사스 2세 재위 7년, 기원전 404년–358년 왕)                              |
| 333/332 BCE         | 알렉산더 대왕이 페르시아 제국의 지중해 지방을 정복: 헬레니즘 시대의 시작                         |

## 같이 보기
- 제2성전기